# Сас (воєвода молдавський)
Сас (рум. Sas) — в 1354–1358 роках правитель земель, які надалі стали незалежним Молдовським князівством. Правив під сюзеренітетом угорського короля Людовика I Угорського. Сас успадкував престол від свого батька Драгоша і передав своїм синам Балку та Драгу, які правили спільно. Під час його правління молдовські землі були частиною володінь угорського короля. Чергові вибори правителя виграв старший і досвідченіший спадковий воєвода Богдан з Кухня (Закарпаття). Драг та Балк, підтримувані королем Людовиком Анжуйським, вели війну проти воєводи Богдана I, оскільки їх рідний дядько Богдан проголосив незалежність князівства від Угорщини. Після того як Богдан виграв битву 1359, він заснував незалежне Молдовське князівство. Нащадки Драгоша, Драг і Балк (Драгфі угорською, або Драгошешти романською), отримали в Марамуреші (сучасні Закарпаття та Румунія) поселення, які належали Богдану в долині річок Іза та Віза. Їхній рідний брат Стефан ще рік знаходився з Богданом у Молдавському князівстві, а потім повернувся за Карпати і був прийнятий у сім’’ї.
Столицею Молдовської марки угорського короля була Баня (Мольдвабаня, Бая романською). До марки входили жупи (повіти): Сучава, Нямц, Ясси (повіт), Ботошань (повіт).
У Саса було четверо синів:
- Балк, господар Молдавії
- Драґо, князь (воєвода) Мармарощини
- Драгомир
- Степан, був предком родів Риботицьких-Буховських-Берестянських-Губицьких з Перемишльщини.